# Самойлов, Николай Андреевич
Самойлов Николай Андреевич (1836—1895) — кораблестроитель, строитель броненосных крейсеров Российского императорского флота, главный инспектор кораблестроения, генерал-майор Корпуса корабельных инженеров.

## Биография
Родился 12 марта 1836 года в семье Андрея Васильевича Самойлова (1790—1871) — механика, физического мастера, заведующего мастерской мореходных инструментов Морского Министерства Российской империи. Николай был старшим сыном в семье, имел двух братьев Павла и Петра, сестру Марию. Брат Павел (1838—1898) стал инженером, строил маяки на Чёрном И Азовском морях, кронштадтский порт и гавань, исполнял должность старшего помощника Главного инспектора Морской Строительной части, генерал-лейтенант.
Образование получил в Кондукторских ротах Учебного морского рабочего экипажа в Санкт-Петербурге. В 1855 году прапорщик Корпуса корабельных инженеров Н. А. Самойлов был помощником корабельного инженера подполковника А. Я. Гезехуса, при проектировании и строительстве систем бронирования плавучих батарей, которые должны были использоваться при отражении нападения британского кораблей. Первая из десяти броненосная батарея была построена в мае 1856 года судостроителем полковником С. И. Чернявским.

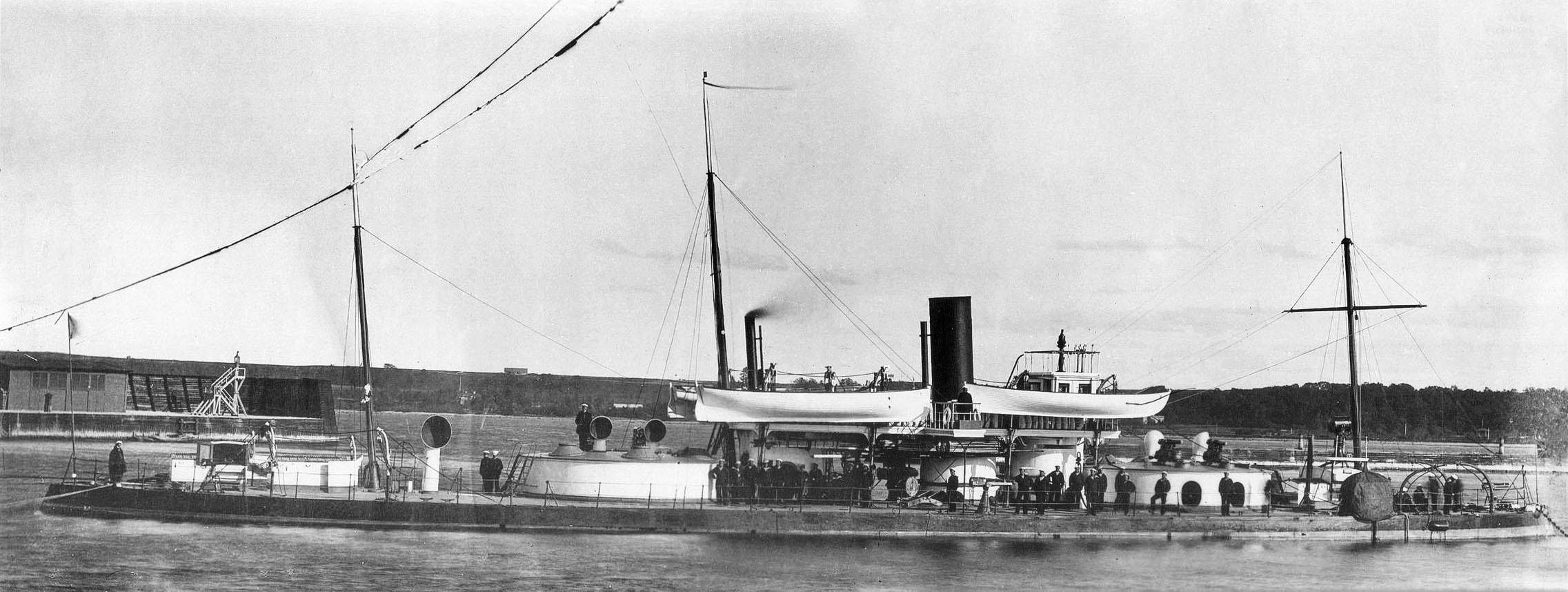
Броненосная лодка «Чародейка»

В августе 1865 года на Невском литейном и механическом заводе Семянникова и Полетики был заложен броненосный крейсер «Минин». В проектировании корабля и составлении его спецификации участвовал Н. А. Самойлов, наблюдающим за строительством которого был полковник А. Я. Гезехус.
В ноябре 1865 года Н. А. Самойлов был назначен наблюдающим за постройкой башенной броненосной лодки «Чародейка», которая строилась на верфи Галерного острова и спущена на воду 31 августа 1867 года. 19 октября 1868 года командир броненосной лодки «Чародейка» капитан-лейтенант С. Акимов подал рапорт главному командиру Санкт-петербургского порта А. В. Воеводскому с рекомендацией Н. А. Самойлова на присвоение звания младшего судостроителя. 2 апреля 1869 года назначен младшим судостроителем при Санкт-Петербургском порте.

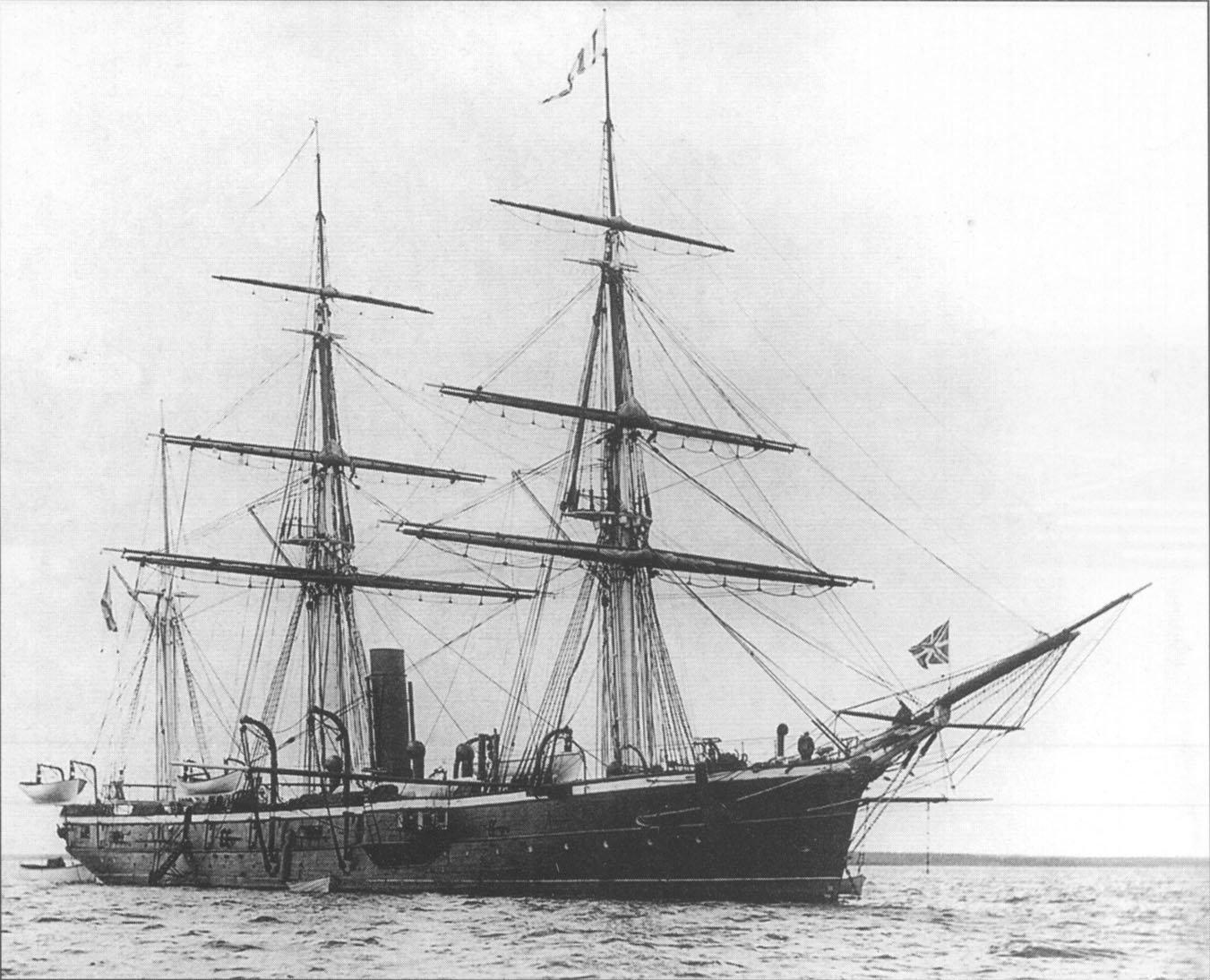
Винтовой клипер «Опричник»

С 1870 года поручики Самойлов и Х. В. Прохоров были назначены наблюдающим за строительством первого в мире океанского броненосного крейсера «Генерал-Адмирал» на судоверфи Невского литейного и механического завода Семянникова и Полетики. С 1 мая 1871 года старший судостроитель при Санкт-Петербургском порте
В 1876 году предложил меры председателю кораблестроительного отделения Морского технического комитета И. С. Дмитриеву, которые можно принять для обеспечения долговечности цинковой обшивки судов.
С 1878 года подполковник Н. А. Самойлов разрабатывал чертежи броненосных кораблей по заданию вице-адмирала А. А. Попова. В 1879—1880 годах являлся наблюдающим за строительством парусно-винтовой клипера «Опричник» на Балтийском судостроительном и механическом заводе в Санкт-Петербурге.
10 марта 1880 года Приказом Главного командира Петербургского порта вице-адмирала Андреева был назначен главным строителем океанского броненосного крейсера (полуброненосный фрегат) «Дмитрий Донской». 10 сентября 1880 года на верфи в Новом Адмиралтействе началась стапельная сборка корпуса «Дмитрия Донского», и одновременно было принято решение о строительстве однотипного корабля «Владимир Мономах» на Балтийском судостроительном и механическом заводе, куда подполковник Н. А. Самойлов был направлен главным строителем, а его должность на Новом Адмиралтействе с 18 декабря занял штабс-капитан корпуса корабельных инженеров Н. Е. Кутейников.
С 1883 года полковник Самойлов являлся наблюдающим за постройкой первого российского броненосного крейсера с башенной артиллерией «Адмирал Нахимов».
С 1 января 1886 года исполнял должность инспектора работ в портах и помощника главного инспектора кораблестроения. С 1887 года старший судостроитель Самойлов выполнял обязанности главного инспектора кораблестроения. С 1890 года — исполняющий должность главного инспектора кораблестроения, в 1891-92 годах — главный инспектор кораблестроения.
Умер 5 июля 1895 года. Похоронен на кладбище Сергиева Приморской пустыни. Был женат на Самойловой Софье Александровне (14 августа 1842 — 16 января 1901) похоронена вместе с мужем.

## Награды
- Орден Святого Станислава 3 степени (1865)[4];
- Орден Святой Анны 3 степени (1868)[4];
- Орден Святого Станислава 2 степени (1872)[11];
- Орден Святой Анны 2 степени  (1882)[13];
- Орден Святого Владимира 4 степени (1889)
- Бронзовая медаль «В память войны 1853—1856» (1856)[4].